# 8970 Ісландіка
8970 Ісландіка (8970 Islandica) — астероїд головного поясу, відкритий 29 вересня 1973 року.
Тіссеранів параметр щодо Юпітера — 3,213.